# Oncideres wappesi
Oncideres wappesi là một loài bọ cánh cứng trong họ Cerambycidae.